# Cantonul Roquemaure
Cantonul Roquemaure este un canton din arondismentul Nîmes, departamentul Gard, regiunea Languedoc-Roussillon, Franța.

## Comune
- Laudun-l'Ardoise
- Lirac
- Montfaucon
- Roquemaure (reședință)
- Saint-Geniès-de-Comolas
- Saint-Laurent-des-Arbres
- Saint-Victor-la-Coste
- Sauveterre
- Tavel